# Bishopwearmouth Without
Bishopwearmouth Without var en civil parish från 1894 till 1928 då den blev en del av Sunderland, i grevskapet Durham (nu Tyne and Wear), i England. Denna civil parish hade 336 invånare år 1921.